# Panorama Parque
Panorama Parque é um pequeno bairro da cidade brasileira de Goiânia, localizado na região norte do município e cortado pela Avenida Marechal Rondon.
O bairro é formado principalmente por uma série de prédios, compreendidos em uma pequena área de 0,26 km² e, com uma população superior a 4 mil pessoas, torna-se um dos bairros com maior densidade populacional da região norte da cidade. Segundo dados da Prefeitura de Goiânia, o Panorama Parque faz parte do 46º subdistrito de Goiânia, chamado de Urias Magalhães. O subdistrito abrange, além dos dois bairros, o Jardim Diamantina, Gentil Meireles, Granja Cruzeiro do Sul e Vila Nossa Senhora Aparecida.
Segundo dados do Instituto Brasileiro de Geografia e Estatística (IBGE), divulgados pela prefeitura, no Censo 2010 a população do Panorama Parque era de 4 383 pessoas.